# Solförmörkelsen 20 mars 2015

Animation av solförmörkelsen.

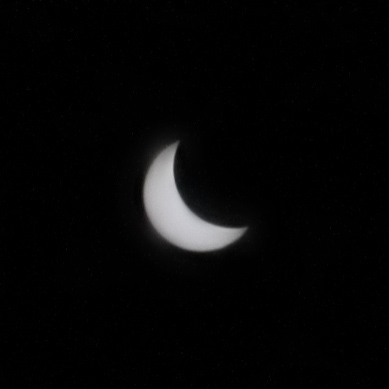
Berlin 10:28

Solförmörkelsen 20 mars 2015 var en total solförmörkelse som syntes från 10:14 när månens kärnskugga träffade jordens yta söder om Grönland. Skuggan rörde sig i ett smalt bälte åt nordost, passerade mellan Island och Brittiska öarna över Färöarna för att sedan fortsätta norrut över Svalbard och vidare över Nordatlanten mot jordens nordpol. Klockan 11:19 lämnade månens kärnskugga jorden. Den totala förmörkelsen varade som längst i havet utanför Färöarna, 2 minuter och 47 sekunder.
Den partiella solförmörkelsen kunde observeras från östra Grönland, Nordafrika, hela Europa och västra delarna av det asiatiska Ryssland bort åt Mongoliet.  
Förra gången Norge hade en total solförmörkelse var 1954, nästa gång blir år 2061. Likaså skedde en total solförmörkelse i Sverige den 30 juni 1954. Nästa totala solförmörkelse i Europa kommer att ske 12 augusti 2026, då månens kärnskugga passerar Island samt norra Portugal och Spanien, inklusive Balearerna.
Många turister reste till Svalbard för att se solförmörkelsen, och där var hotellrummen slutsålda flera år i förväg.

## Sverige
Den partiella solförmörkelsen syntes i hela Sverige och inleddes 9:42 på morgonen sedd från Falsterbo i Skåne, 9:55 från Stockholm och 10:05 från Haparanda. Förmörkelsen var som störst 10:50 i Skåne och 11:05 i Haparanda. Klockan tolv var den över. I Sverige täcktes 80-95 procent av solskivan, och som mest i Lapplandsfjällen.